# Пупп, Ноэми
Ноэми Пупп (венг. Pupp Noémi; род. 28 июля 1998) — венгерская гребчиха на байдарках, двукратный призёр летних Олимпийских игр 2024 года, четырёхкратная чемпионка Европы. Участник летних Олимпийских игр 2024 года.

## Карьера
Ноэми Пупп проходит службу в рядах Вооружённых сил Венгрии, командир взвода.
На чемпионате Европы 2018 года в Белграде в байдарках-двойках на дистанции 1000 метров завоевала бронзовую медаль. В 2022 году на континентальном чемпионате в Мюнхене стала чемпионкой Европы на дистанции 1000 метров в байдарках-одиночках.
На чемпионате Европы 2024 года, в родной Венгрии завоевала две золотые медали в байдарках-двойках на дистанции 1000 метров и в байдарках-четвёрках на дистанции 500 метров.
На летних Олимпийских играх 2024 года в Париже венгерская спортсменка завоевала две бронзовые олимпийские медали: в байдарках-двойках на дистанции 500 метров и в байдарках-четвёрках на дистанции 500 метров.
В 2025 году на чемпионате Европы в Рачице в четвёрках на дистанции 500 метров завоевала золотую медаль. 